# WTA Challenger de Reus
O WTA Challenger de Reus – ou Catalonia Open, na última edição – foi um torneio de tênis profissional feminino, de nível WTA 125.
Realizado em Reus, no nordeste da Espanha, estreou em 2023 e durou uma edição. Foi transferido para Lérida no ano seguinte, sob o mesmo nome comercial. Os jogos eram disputados em quadras de saibro durante o mês de maio.

## Finais

### Simples
| Ano  | Campeã         | Vice-campeã       | Resultado      |
| ---- | -------------- | ----------------- | -------------- |
| 2023 | Sorana Cîrstea | Elizabeth Mandlik | 6–1, 4–6, 7–61 |

### Duplas
| Ano  | Campeãs                  | Vice-campeãs                  | Resultado |
| ---- | ------------------------ | ----------------------------- | --------- |
| 2023 | Storm Hunter Ellen Perez | Alexa Guarachi Erin Routliffe | 6–1, 7–68 |